# NGC 1414
NGC 1414 ist eine Balken-Spiralgalaxie vom Hubble-Typ SBbc im Sternbild Eridanus am Südsternhimmel. Sie ist schätzungsweise 72 Millionen Lichtjahre von der Milchstraße entfernt und hat einen Durchmesser von etwa 30.000 Lichtjahren. 

Im selben Himmelsareal befinden sich u. a. die Galaxien NGC 1403, NGC 1415, NGC 1422, NGC 1426.
Das Objekt wurde am 19. November 1886 von Francis Preserved Leavenworth entdeckt.